# Gare de Vivoin - Beaumont
Gare de Vivoin - Beaumont vasútállomás Franciaországban, Vivoin településen.

## Vasútvonalak
Az állomást az alábbi vasútvonalak érintik:
- Le Mans–Mézidon-vasútvonal

## Kapcsolódó állomások
A vasútállomáshoz az alábbi állomások vannak a legközelebb:
- Gare de Teillé
- Gare de La Hutte - Coulombiers